# Мелиса Джоун Харт
Мелиса Джоун Харт (на английски: Melissa Joan Hart) е американска театрална и филмова актриса. Кариерата ѝ започва на 4-годишна възраст, като участва в реклама на играчка за баня, наречена Сплаши. Известна е с участието си в ситуационните комедии „Сабрина младата вещица“, Clarissa Explains It All и „Мелиса и Джоуи“.

## Личен живот
В началото майка ѝ е агент. Мелиса има пет сестри – Триша Харт, Елизабет Харт, Емили Харт, Александра Харт-Гилиъмс и Саманта Харт, и двама братя – Брайън и Макензи Харт като всички от тях са се появявали в сериала донесъл най-голяма популярност на Мелиса – „Сабрина младата вещица“ (1996 – 2003). Учи актьорско майсторство в Нюйоркския университет. Живее в Уестпорт, Кънектикът. Омъжена е за музиканта Марк Уилкърсън, от когото има три деца.

## Кариера
Като най-млад член на New York's Circle Repertory Lab Company, Мелиса участвала в две пиеси – Beside Herself през 1989 г. и Imagining Brad през 1990. Участва също в продукцията The Crucible на националния театър на Бродуей, с Мартин Шийн.
През 90-те години на двадесети век Харт гастролира в сериали като „Докосване на ангел“, „Шеметни години“ и „Само за снимка“.
През 2019 г. озвучава Бека Чанг в четвъртия сезон на анимационния сериал „Къщата на Шумникови“.